# Vincent Tewson
Harold Vincent Tewson (Bradford, 4 februari 1898 - Letchworth, 2 mei 1981) was een Brits syndicalist.

## Levensloop
Tewson ging op zijn 14e aan de slag bij de Amalgamated Society of Dyers, Finishers and Kindred Trades te Bradford. Tijdens de Eerste Wereldoorlog was hij vanaf 1 augustus 1917 luitenant van het West Yorkshire Regiment, voor zijn verdiensten tijdens de Eerste Wereldoorlog ontving hij op 4 februari 1918 het militair kruis. Vervolgens keerde hij terug naar de textiel-vakbond. In 1925 werd hij werkzaam bij het Trades Union Congress (TUC), alwaar hij in 1931 assistent-algemeen secretaris werd van Walter Citrine. In 1946 volgde hij Citrine op als algemeen secretaris van deze vakbond.
Tewson was tevens voorzitter van het Internationaal Verbond van Vrije Vakverenigingen (IVVV) van 1951 tot 1953. Hij volgde in deze hoedanigheid de Belg Paul Finet op, zelf werd hij in deze hoedanigheid opgevolgd door de Belg Omer Becu.